# Sebastes
Cá quân (Sebastes) là một chi cá trong họ cá Sebastidae nhiều loài cá trong chi này còn được gọi với cái tên như cá rô đại dương, cá rô biển, phần lớn các loài sinh sống ở Bắc Thái Bình Dương trong khi đó các loài như Sebastes capensis và Sebastes oculatuslại sống ở nam Thái Bình Dương, trong khi đó có 04 loài là Sebastes fasciatus, Sebastes mentella, Sebastes norvegicus và Sebastes viviparus lại sống ở Bắc Đại Tây Dương. Hóa thạch của chúng ghi nhận từ Thế Miocene, cá Cali của Mỹ đến Nhật Bản.

## Các loài
Chi này ghi nhận có 108 loài:
- Sebastes aleutianus (D. S. Jordan & Evermann, 1898) (Rougheye rockfish)
- Sebastes alutus (C. H. Gilbert, 1890) (Pacific ocean perch)
- Sebastes atrovirens (D. S. Jordan & C. H. Gilbert, 1880) (Kelp rockfish)
- Sebastes auriculatus Girard, 1854 (Brown rockfish)
- Sebastes aurora (C. H. Gilbert, 1890) (Aurora rockfish)
- Sebastes babcocki (W. F. Thompson, 1915) (Redbanded rockfish)
- Sebastes baramenuke (Wakiya, 1917)
- Sebastes borealis Barsukov, 1970 (Shortraker rockfish)
- Sebastes brevispinis (T. H. Bean, 1884) (Silvergray rockfish)
- Sebastes capensis (J. F. Gmelin, 1789) (Cape redfish)
- Sebastes carnatus (D. S. Jordan & C. H. Gilbert, 1880) (Gopher rockfish)
- Sebastes caurinus J. Richardson, 1844 (Copper rockfish)
- Sebastes chlorostictus (D. S. Jordan & C. H. Gilbert, 1880) (Greenspotted rockfish)
- Sebastes chrysomelas (D. S. Jordan & C. H. Gilbert, 1881) (Black-and-yellow rockfish)
- Sebastes ciliatus (Tilesius, 1813) (Dusky rockfish)
- Sebastes constellatus (D. S. Jordan & C. H. Gilbert, 1880) (Starry rockfish)
- Sebastes cortezi (Beebe & Tee-Van, 1938) (Cortez rockfish)
- Sebastes crameri (D. S. Jordan, 1897) (Darkblotched rockfish)
- Sebastes dallii (C. H. Eigenmann & Beeson, 1894) (Calico rockfish)
- Sebastes diaconus Frable, D. W. Wagman, Frierson, A. Aguilar & Sidlauskas, 2015 (Deacon rockfish) [5]
- Sebastes diploproa (C. H. Gilbert, 1890) (Splitnose rockfish)
- Sebastes elongatus Ayres, 1859 (Greenstriped rockfish)
- Sebastes emphaeus (Starks, 1911) (Puget Sound rockfish)
- Sebastes ensifer L. C. Chen, 1971 (Swordspine rockfish)
- Sebastes entomelas (D. S. Jordan & C. H. Gilbert, 1880) (Widow rockfish)
- Sebastes eos (C. H. Eigenmann & R. S. Eigenmann, 1890) (Pink rockfish)
- Sebastes exsul L. C. Chen, 1971 (Buccaneer rockfish)
- Sebastes fasciatus D. H. Storer (fr), 1854 (Acadian redfish)
- Sebastes flammeus (D. S. Jordan & Starks, 1904)
- Sebastes flavidus (Ayres, 1862) (Yellowtail rockfish)
- Sebastes gilli (R. S. Eigenmann, 1891) (Bronzespotted rockfish)
- Sebastes glaucus Hilgendorf, 1880 (Gray rockfish)
- Sebastes goodei (C. H. Eigenmann & R. S. Eigenmann, 1890) (Chilipepper rockfish)
- Sebastes helvomaculatus Ayres, 1859 (Rosethorn rockfish)
- Sebastes hopkinsi (Cramer, 1895) (Squarespot rockfish)
- Sebastes hubbsi (Matsubara, 1937)
- Sebastes ijimae (D. S. Jordan & Metz, 1913)
- Sebastes inermis G. Cuvier, 1829 (Japanese red seaperch)
- Sebastes iracundus (D. S. Jordan & Starks, 1904)
- Sebastes itinus (D. S. Jordan & Starks, 1904)
- Sebastes jordani (C. H. Gilbert, 1896) (Shortbelly rockfish)
- Sebastes joyneri Günther, 1878
- Sebastes kiyomatsui Y. Kai & Nakabo, 2004
- Sebastes koreanus I. S. Kim & W. O. Lee, 1994
- Sebastes lentiginosus L. C. Chen, 1971 (Freckled rockfish)
- Sebastes levis (C. H. Eigenmann & R. S. Eigenmann, 1889) (Cowcod)
- Sebastes longispinis (Matsubara, 1934)
- Sebastes macdonaldi (C. H. Eigenmann & Beeson, 1893) (Mexican rockfish)
- Sebastes maliger (D. S. Jordan & C. H. Gilbert, 1880) (Quillback rockfish)
- Sebastes matsubarai Hilgendorf, 1880
- Sebastes melanops Girard, 1856 (Black rockfish)
- Sebastes melanosema R. N. Lea & Fitch, 1979 (Semaphore rockfish)
- Sebastes melanostictus (Matsubara, 1934) (Blackspotted rockfish)
- Sebastes melanostomus (C. H. Eigenmann & R. S. Eigenmann, 1890) (Blackgill rockfish)
- Sebastes mentella Travin, 1951 (Deepwater redfish)
- Sebastes miniatus (D. S. Jordan & C. H. Gilbert, 1880) (Vermilion rockfish)
- Sebastes minor Barsukov, 1972
- Sebastes moseri Eitner, 1999 (Whitespeckled rockfish)
- Sebastes mystinus (D. S. Jordan & C. H. Gilbert, 1881) (Blue rockfish) [5]
- Sebastes nebulosus Ayres, 1854 (China rockfish)
- Sebastes nigrocinctus Ayres, 1859 (Tiger rockfish)
- Sebastes nivosus Hilgendorf, 1880
- Sebastes norvegicus (Ascanius, 1772) (Golden redfish)
- Sebastes notius L. C. Chen, 1971
- Sebastes nudus Matsubara, 1943
- Sebastes oblongus Günther, 1877
- Sebastes oculatus Valenciennes, 1833 (Patagonian redfish)
- Sebastes ovalis (Ayres, 1862) (Speckled rockfish)
- Sebastes owstoni (D. S. Jordan & W. F. Thompson, 1914)
- Sebastes pachycephalus Temminck & Schlegel, 1843
  - S. p. chalcogrammus Matsubara, 1943
  - S. p. nigricans (P. Y. Schmidt, 1930)
  - S. p. pachycephalus Temminck & Schlegel, 1843
- Sebastes paucispinis Ayres, 1854 (Bocaccio rockfish)
- Sebastes peduncularis L. C. Chen, 1975
- Sebastes phillipsi (Fitch, 1964) (Chameleon rockfish)
- Sebastes pinniger (T. N. Gill, 1864) (Canary rockfish)
- Sebastes polyspinis (Taranetz & Moiseev, 1933) (Northern rockfish)
- Sebastes proriger (D. S. Jordan & C. H. Gilbert, 1880) (Redstripe rockfish)
- Sebastes rastrelliger (D. S. Jordan & C. H. Gilbert, 1880) (Grass rockfish)
- Sebastes reedi (Westrheim & Tsuyuki, 1967) (Yellowmouth rockfish)
- Sebastes rosaceus Ayres, 1854 (Rosy rockfish)
- Sebastes rosenblatti L. C. Chen, 1971 (Greenblotched rockfish)
- Sebastes ruberrimus (Cramer, 1895) (Yelloweye rockfish)
- Sebastes rubrivinctus (D. S. Jordan & C. H. Gilbert, 1880) (Flag rockfish)
- Sebastes rufinanus R. N. Lea & Fitch, 1972 (Dwarf Red rockfish)
- Sebastes rufus (C. H. Eigenmann & R. S. Eigenmann, 1890) (Bank rockfish)
- Sebastes saxicola (C. H. Gilbert, 1890) (Stripetail rockfish)
- Sebastes schlegelii Hilgendorf, 1880 (Korean rockfish)
- Sebastes scythropus (D. S. Jordan & Snyder, 1900)
- Sebastes semicinctus (C. H. Gilbert, 1897) (Halfbanded rockfish)
- Sebastes serranoides (C. H. Eigenmann & R. S. Eigenmann, 1890) (Olive rockfish)
- Sebastes serriceps (D. S. Jordan & C. H. Gilbert, 1880) (Treefish)
- Sebastes simulator L. C. Chen, 1971 (Pinkrose rockfish)
- Sebastes sinensis (C. H. Gilbert, 1890) (Blackmouth rockfish)
- Sebastes spinorbis L. C. Chen, 1975
- Sebastes steindachneri Hilgendorf, 1880
- Sebastes taczanowskii Steindachner, 1880 (White-edged rockfish)
- Sebastes thompsoni (D. S. Jordan & C. L. Hubbs, 1925)
- Sebastes trivittatus Hilgendorf, 1880
- Sebastes umbrosus (D. S. Jordan & C. H. Gilbert, 1882) (Honeycomb rockfish)
- Sebastes variabilis (Pallas, 1814) (Light dusky rockfish)
- Sebastes variegatus Quast, 1971 (Harlequin rockfish)
- Sebastes varispinis L. C. Chen, 1975
- Sebastes ventricosus Temminck & Schlegel, 1843 (Japanese black seaperch)
- Sebastes viviparus Krøyer, 1845 (Norway redfish)
- Sebastes vulpes Döderlein (de), 1884 (Fox jacopever)
- Sebastes wakiyai (Matsubara, 1934)
- Sebastes wilsoni (C. H. Gilbert, 1915) (Pygmy rockfish)
- Sebastes zacentrus (C. H. Gilbert, 1890) (Sharpchin rockfish)
- Sebastes zonatus L. C. Chen & Barsukov, 1976